# L'habitació del costat

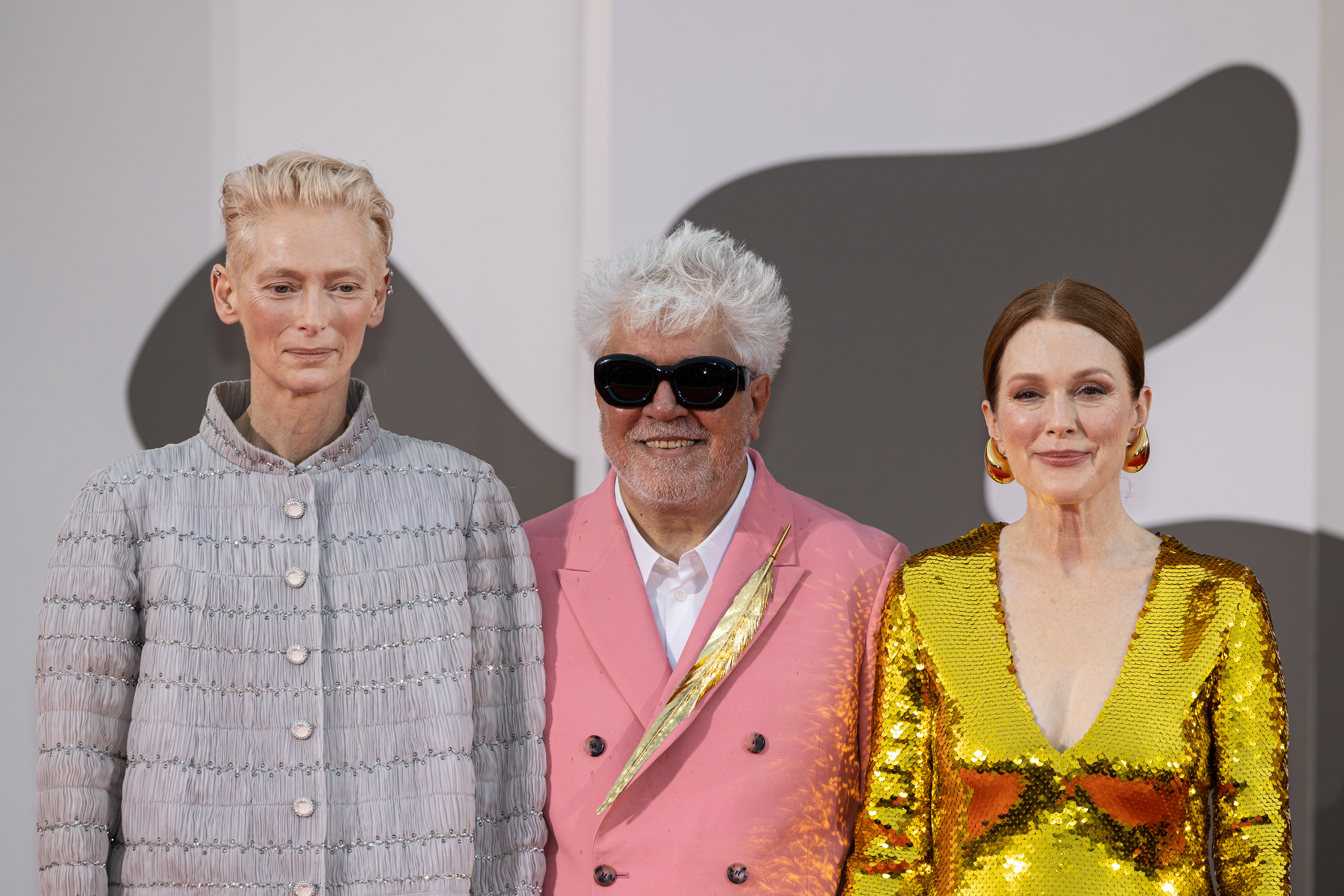
Swinton, Almodóvar i Moore al 81è Festival Internacional de Cinema de Venècia.

L'habitació del costat (títol original en castellà, La habitación de al lado; títol internacional en anglès, The Room Next Door) és una pel·lícula dramàtica espanyola del 2024 escrita i dirigida per Pedro Almodóvar en el seu debut en un llargmetratge en anglès, basada en la novel·la What Are You Going Through de Sigrid Nunez. Tilda Swinton i Julianne Moore la protagonitzen, amb John Turturro i Alessandro Nivola en papers secundaris. S'ha subtitulat al català.
La pel·lícula es va estrenar el 2 de setembre de 2024 al 81è Festival Internacional de Cinema de Venècia, on va ser guardonada amb el Lleó d'Or, el primer per a una pel·lícula espanyola. Es va estrenar als cinemes d'Espanya el 18 d'octubre de 2024, a càrrec de Warner Bros. Pictures.

## Sinopsi
L'Ingrid i la Martha van ser molt amigues en la seva joventut, quan treballaven juntes a la mateixa revista. Després d'anys sense contacte, es retroben en una situació extrema, però estranyament dolça.

## Repartiment
- Tilda Swinton, com Martha.
- Julianne Moore, com Ingrid.
- John Turturro, com Damian Cunningham.
- Alessandro Nivola com un policia.
- Juan Diego Botto com un fotògraf.
- Melina Matthews com una advocada.
- Raúl Arévalo com a sacerdot (Bernardo).
- Victoria Luengo com a dona del Fred.
- Esther McGregor, com la jove Martha.
- Alex Høgh Andersen com a Fred.
- Alvise Rigo com l'entrenador (Jonah).

## Producció
Almodóvar va parlar dels plans per rodar una pel·lícula en anglès ambientada a la ciutat de Nova York la vigília del seu viatge al Festival de Canes de 2023. El títol La habitación de al lado es va anunciar a finals de 2023. El gener de 2024, la productora El Deseo va anunciar que havien escollit Julianne Moore i Tilda Swinton per als papers principals, amb John Turturro com un altre membre del repartiment. Swinton va descriure la pel·lícula com a "successora natural, estranyament, de Dolor y gloria". La pel·lícula és una producció d'El Deseo amb la participació de Movistar Plus+. El rodatge va començar el 3 de març de 2024 a Madrid. Alessandro Nivola es va unir al repartiment aquell mateix mes. Els llocs de rodatge també van incloure la ciutat de Nova York. El 12 de juny de 2024, es va anunciar que Juan Diego Botto, Raúl Arévalo, Melina Matthews i Victoria Luengo s'unien al repartiment amb papers addicionals. Edu Grau va ser el director de fotografia del film.

## Estrena
Abans de l'inici de la producció, la distribuïdora nord-americana recurrent d'Almodóvar, Sony Pictures Classics, va adquirir els drets de la pel·lícula a Amèrica del Nord, Orient Mitjà, Índia, Sud-àfrica, Austràlia i Nova Zelanda.
La pel·lícula es va estrenar als cinemes d'Espanya el 18 d'octubre de 2024 per Warner Bros, que també va adquirir drets de distribució per al Regne Unit, Alemanya, Itàlia, els països nòrdics, l'Europa central i oriental (exclosa Polònia), Amèrica Llatina i alguns territoris d'Àsia-Pacífic, inclòs el Japó. Estarà disponible a Movistar Plus+ a Espanya després del seu aparador teatral.
El juliol del 2024, es va informar que la pel·lícula s'estrenava al 81è Festival Internacional de Cinema de Venècia. La pel·lícula també va ser seleccionada per a les projeccions al Festival Internacional de Cinema de Toronto de 2024 (per a la seva estrena nord-americana),  i al 72è Festival Internacional de Cinema de Sant Sebastià (com a projecció del 'Premi Donostia'),  com a així com per a la selecció central del 62è Festival de Cinema de Nova York a l'Alice Tully Hall el 4 d'octubre de 2024 (per a la seva estrena als Estats Units).
La pel·lícula també s'ha estrenat al sud d'Àsia al MAMI Mumbai Film Festival 2024 el 19 d'octubre de 2024, a la secció World Cinema.
Està previst que s'obri a la ciutat de Nova York i Los Angeles el 20 de desembre de 2024 per Sony Pictures Classics, seguit d'un llançament limitat a algunes ciutats dels Estats Units el dia de Nadal i un llançament als Estats Units el gener de 2025.